# Minheim
Minheim là một đô thị ở huyện Bernkastel-Wittlich, trong bang Rheinland-Pfalz, Đô thị Minheim có diện tích 5,39 km², dân số thời điểm ngày 31 tháng 12 năm 2006 là 483 người.